# Karate en los Juegos Europeos de Minsk 2019
El karate en los II Juegos Europeos se realizó en la Chizhovka Arena de Minsk (Bielorrusia) el 29 y el 30 de junio de 2019.
En total fueron disputadas en este deporte 12 pruebas diferentes, 6 masculinas y 6 femeninas.

## Medallistas

### Masculino
| Evento                      | Oro                          | Plata                            | Bronce                                                        |
| --------------------------- | ---------------------------- | -------------------------------- | ------------------------------------------------------------- |
| Kata (29 de junio)          | Damián Quintero · España     | Ali Sofuoğlu · Turquía           | Roman Heydərov · Azerbaiyán Mattia Busato · Italia            |
| Kumite –60 kg (30 de junio) | Kalvis Kalniņš · Letonia     | Firdovsi Fərzəliyev · Azerbaiyán | Angelo Crescenzo · Italia Yevgueni Plajutin · Rusia           |
| Kumite –67 kg (30 de junio) | Luca Maresca · Italia        | Mario Hodžić · Montenegro        | Artsiom Krautsou · Bielorrusia Yves Martial Tadissi · Hungría |
| Kumite –75 kg (30 de junio) | Stanislav Horuna · Ucrania   | Rafael Ağayev · Azerbaiyán       | Gábor Hárspataki · Hungría Pavel Artamonov · Estonia          |
| Kumite –84 kg (29 de junio) | Ivan Kvesić · Croacia        | Uğur Aktaş · Turquía             | Michele Martina · Italia Valeri Chobotar · Ucrania            |
| Kumite +84 kg (29 de junio) | Aisman Qurbanlı · Azerbaiyán | Anđelo Kvesić · Croacia          | Jonathan Horne · Alemania Goguita Arkania · Georgia           |

### Femenino
| Evento                      | Oro                      | Plata                        | Bronce                                                        |
| --------------------------- | ------------------------ | ---------------------------- | ------------------------------------------------------------- |
| Kata (29 de junio)          | Sandra Sánchez · España  | Viviana Bottaro · Italia     | Patrícia Esparteiro · Portugal Dilara Eltemur · Turquía       |
| Kumite –50 kg (30 de junio) | Bettina Plank · Austria  | Serap Özçelik · Turquía      | Sophia Bouderbane · Francia Mariya Koulinkovich · Bielorrusia |
| Kumite –55 kg (30 de junio) | Ivet Goranova · Bulgaria | Anzhelika Terliuha · Ucrania | Jennifer Warling · Luxemburgo Jana Bitsch · Alemania          |
| Kumite –61 kg (30 de junio) | Anita Serohina · Ucrania | Tjaša Ristič · Eslovenia     | Gwendoline Philippe · Francia Merve Çoban · Turquía           |
| Kumite –68 kg (29 de junio) | Silvia Semeraro · Italia | İrina Zaretska · Azerbaiyán  | Halyna Melnyk · Ucrania Elena Quirici · Suiza                 |
| Kumite +68 kg (29 de junio) | Laura Palacio · España   | Meltem Hocaoğlu · Turquía    | Titta Keinänen · Finlandia Eleni Jatziliadu · Grecia          |

## Medallero
| Núm. | País        | Oro | Plata | Bronce | Total |
| ---- | ----------- | --- | ----- | ------ | ----- |
| 1    | España      | 3   | 0     | 0      | 3     |
| 2    | Italia      | 2   | 1     | 3      | 6     |
| 3    | Ucrania     | 2   | 1     | 2      | 5     |
| 4    | Azerbaiyán  | 1   | 3     | 1      | 5     |
| 5    | Croacia     | 1   | 1     | 0      | 2     |
| 6    | Austria     | 1   | 0     | 0      | 1     |
| 6    | Bulgaria    | 1   | 0     | 0      | 1     |
| 6    | Letonia     | 1   | 0     | 0      | 1     |
| 9    | Turquía     | 0   | 4     | 2      | 6     |
| 10   | Eslovenia   | 0   | 1     | 0      | 1     |
| 10   | Montenegro  | 0   | 1     | 0      | 1     |
| 12   | Alemania    | 0   | 0     | 2      | 2     |
| 12   | Bielorrusia | 0   | 0     | 2      | 2     |
| 12   | Francia     | 0   | 0     | 2      | 2     |
| 12   | Hungría     | 0   | 0     | 2      | 2     |
| 16   | Estonia     | 0   | 0     | 1      | 1     |
| 16   | Finlandia   | 0   | 0     | 1      | 1     |
| 16   | Georgia     | 0   | 0     | 1      | 1     |
| 16   | Grecia      | 0   | 0     | 1      | 1     |
| 16   | Luxemburgo  | 0   | 0     | 1      | 1     |
| 16   | Portugal    | 0   | 0     | 1      | 1     |
| 16   | Rusia       | 0   | 0     | 1      | 1     |
| 16   | Suiza       | 0   | 0     | 1      | 1     |
|      | TOTAL       | 12  | 12    | 24     | 48    |